# Charlie Clausen
Charlie Clausen (Melbourne, 31 de julio de 1977) es un actor australiano, más conocido por haber interpretado a Jake Harrison en Mcleod's Daughters, a Alex Kirby en Blue Heelers y a Zac MacGuire en la serie Home and Away.

## Biografía
Su madre es artista y su padre murió cuando Charlie tenía apenas 11 años. Es el más joven de nueve hermanos (seis hermanas y dos hermanos), uno de sus hermanos Matthew es profesor de teatro. 
Charlie es copropietario de la compañía de producción "Blackberry Films".
Es muy buen amigo del comediante Michael Chamberlin.
En el 2004 comenzó a salir con la directora Gemma Lee, la pareja finalmente se casó el 23 de septiembre del 2015 en Los Ángeles. El 26 de septiembre del 2019 la pareja le dio la bienivenida a su primera hija Kennedy Lee Clausen.

## Carrera
Actualmente Charlie es representado por "Morrissey Management".
Actuó por primera vez para la televisión en el 2000 cuando apareció en la película On the Beach, donde dio vida a Seaman Byers. 
Entre el 2001 y el 2006 apareció como personaje recurrente en las series australianas Head Start, Mcleod's Daughters donde interpretó al pobre niño rico Jake Harrison, quien no quiere la ayuda de su padre y está decidido a ganarse las cosas por su esfuerzo, al final de la tercera temporada se va con Becky (Jessica Napier), para iniciar una vida juntos en su rancho. 
En el 2005 se unió a la serie policíaca Blue Heelers donde dio vida al sargento Alex Kirby.
En el 2006 apareció en las películas Love No. 9 como Dean y en Dead and Buried donde aparte de interpretar a Clive, también fue el escritor y productor.
En el 2008 apareció en las series Neighbours donde interpretó al bombero Jay Duncan, también participó en la serie Canal Road donde dio vida a Tom Squires.
En el 2009 apareció en las películas The Wake y Chad Chucka junto al actor Christopher McDonald.
En julio del 2010 comenzó a colaborar en el podcast semanal llamado TOFOP (también conocido como "30 Odd Foot of Pod"),  junto al comediante Wil Anderson el programa fue puesto en pausa definida siendo su última transmisión en septiembre del 2012.
Ese mismo año apareció como invitado en la serie Tricky Business donde dio vida a Ben Napier.
El 22 de enero de 2013 se unió al elenco principal de la popular serie australiana Home and Away donde interpretó Zac MacGuire, hasta el 24 de mayo del 2017 después de que su personaje decidiera mudarse a Vietnam con su sobrina Evie, luego de que su matrimonio terminara. Zac fue un oficial de educación dentro de la prisión que apoya y ayuda a Casey Braxton cuando este se mete en problemas con un recluso.

## Filmografía[13]

### Series de televisión
| Año         | Título             | Personaje                      | Notas                           |
| ----------- | ------------------ | ------------------------------ | ------------------------------- |
| 2017        | Wolf Creek         | Danny                          | 3 episodios                     |
| 2013 - 2017 | Home and Away      | Zac MacGuire                   | 439 episodios                   |
| 2012        | Tricky Business    | Ben Napier                     | episodio "Skyrockets in Flight" |
| 2010        | Satisfaction       | Paul                           | 2 episodios                     |
| 2008        | Canal Road         | Tom Squires                    | 13 episodios                    |
| 2008        | Neighbours         | Jay Duncan                     | 19 episodios                    |
| 2005 - 2006 | Blue Heelers       | Oficial Mayor Alex "Lex" Kirby | 46 episodios                    |
| 2002 - 2003 | Mcleod's Daughters | Jake Harrison                  | 27 episodios                    |
| 2001        | Head Start         | Aaron Symonds                  | 11 episodios                    |

### Películas
| Año  | Título          | Personaje    | Notas                                                     |
| ---- | --------------- | ------------ | --------------------------------------------------------- |
| 2014 | Submerged       | Charlie      | corto - junto a Ingrid Kleinig y Emma Lung                |
| 2011 | The Bride       | Max          | corto - junto a Alyssa McClelland                         |
| 2011 | Everyman        | -            | corto - junto a Fletcher Humphrys y Diana Glenn           |
| 2009 | Chad Chucka     | Rad Chucka   | junto a Christopher McDonald y Lochlyn Munro              |
| 2009 | The Wake        | Jamie        | corto - junto a Pippa Black                               |
| 2007 | Pig Latin       | -            | junto a Stephen Curry                                     |
| 2006 | Love No. 9      | Dean         | -                                                         |
| 2006 | Dead and Buried | Clive        | -                                                         |
| 2000 | On the Beach    | Seaman Byers | junto a Armand Assante, Bryan Brown y Jacqueline McKenzie |

### Director, escritor y productor
| Año  | Película        | Notas                                  |
| ---- | --------------- | -------------------------------------- |
| 2011 | Everyman        | corto - director, productor y escritor |
| 2011 | The Bride       | corto - productor y escritor           |
| 2009 | The Wake        | corto - productor y escritor           |
| 2006 | Dead and Buried | corto - productor ejecutivo y escritor |

### Teatro
| Año         | Obra                 | Personaje   | Director (a)       | Teatro        | Notas                                                                    |
| ----------- | -------------------- | ----------- | ------------------ | ------------- | ------------------------------------------------------------------------ |
| 2003        | Balm in Gilead       | Xavier      | Michael Booth      | Group Theatre | junto a Luke Ford, Sarah Gilbert, Susie Rugg y Neil Phipps               |
| 2001        | Escape Clause        | Fritz       | Andrew Peterson    | -             | -                                                                        |
| 1999        | Master Builder       | Russ        | Alistair Bradtke   | -             | -                                                                        |
| 1998        | By Moonlight         | Charlie     | Sarah-Jane Mulchay | -             | -                                                                        |
| 1997 - 1998 | The Great Gatsby     | Mesero      | Robert Chuter      | -             | -                                                                        |
| 1996 - 1997 | Anne of Green Gables | Gilbert     | Robert Chuter      | -             | junto a Judith Graham, Terry McDermott, Robert Chuter y Melanie Michaels |
| 1996        | Little Woman         | Laurie      | Mary Martin        | -             | -                                                                        |
| 1995        | Les Miserables       | Barnatabois | Merryn Anstee      | -             | -                                                                        |